# Florence Lawrenceová
Florence Annie Lawrenceová, nepřechýleně Lawrence (rozená Bridgwood, 2. ledna 1886 – 28. prosince 1938) byla kanadsko-americká divadelní a filmová herečka. Dlouho byla považována za první filmovou herečku, než se v roce 2019 objevily důkazy, že první veřejně známou filmovou hvězdou byl francouzský herec Max Linder. Na vrcholu slávy v prvním desetiletí 20. století byla známá jako „Biograph Girl“, jedna z hlavních představitelek v němých filmech společnosti Biograph. Během své kariéry účinkovala v téměř 300 filmech pro různé filmové společnosti.

## Dětství a mládí
Narodila se jako Florence Annie Bridgwood v Hamiltonu v Ontariu jako nejmladší ze tří dětí George Bridgwooda, stavitele kočárů anglického původu, a vaudevillové herečky Charlotte "Lotty" Bridgwood (rozené Dunn). Charlotte Bridgwood emigrovala do Kanady ještě jako dítě se svou rodinou z Irska po velkém hladomoru. Profesně byla známá jako Lotta Lawrence a byla režisérkou a vedoucí Lawrenceovy dramatické společnosti. Florence debutovala na jevišti se svou matkou ve třech letech v představení s písněmi a tancem. Když byla dost stará na to, aby si zapamatovala repliky dialogů, vystupovala s matkou a dalšími členy Lawrenceovy dramatické společnosti v divadelních hrách. Ve věku šesti let si vysloužila přezdívku „Baby Flo, zázračné dítě“. Lawrenceová vzpomínala, že ji herecká práce bavila, ale nelíbilo se jí cestování, které museli všichni vaudevilloví umělci absolvovat.
Otec Lawrenceové zemřel 18. února 1898 ve svém domě v Hamiltonu na otravu uhelným plynem, rodiče žili od jejích čtyř let odděleně. Matka přestěhovala rodinu z Hamiltonu ke své matce Ann Dunn do Buffala ve státě New York. Ta se rozhodla přestat brát děti s sebou na divadelní představení a Florence prvně v životě zapsali do školy. Po dokončení školy se znovu připojila k matčině dramatické společnosti. Krátce nato však matka Lawrenceovu dramatickou společnost rozpustila a obě se kolem roku 1906 přestěhovaly do New Yorku.

## Profesní život

### Filmové a divadelní začátky

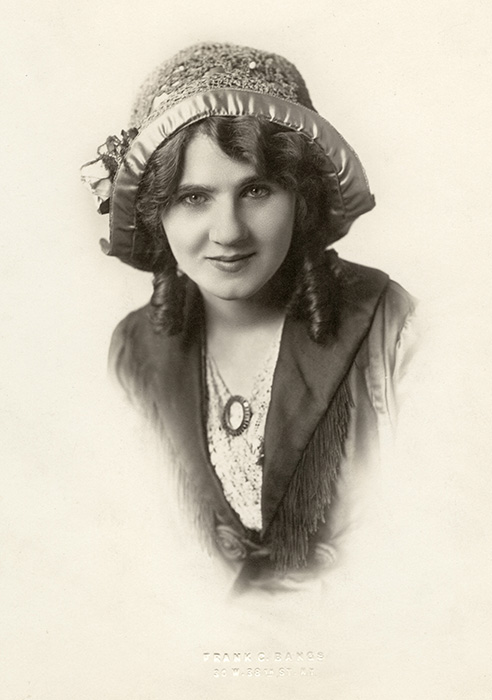
Portrét z roku 1908

Lawrenceová byla jedním z kanadských průkopníků filmového průmyslu. Na jaře a v létě roku 1906 se zúčastnila konkurzu do několika broadwayských představení, ale bez úspěchu. Nicméně 27. prosince 1906 ji najala Edisonova výrobní společnost, aby si zahrála dceru Daniela Boona ve filmu Daniel Boone; or, Pioneer Days in America (tj. „Daniel Boone aneb Pionýrské dny v Americe“). Roli dostala, protože uměla jezdit na koni. Ve filmu obsadili i její matku a za dva týdny natáčení pod širým nebem v mrazivém počasí si vydělaly pět dolarů denně.
V roce 1907 začala pracovat pro společnost Vitagraph Company v Brooklynu v New Yorku, kde hrála Moyu, irskou venkovskou dívku ve filmové verzi hry Diona Boucicaulta The Shaughraun. Krátce se vrátila k divadelnímu herectví a hrála hlavní roli v road show inscenaci Melvilla B. Raymonda Seminary Girls (tj. „Dívky ze semináře“). V této inscenaci hrála naposledy její matka. Po ročním turné s roadshow se Lawrenceová rozhodla, že „už nikdy nepovede ten cikánský život“. V roce 1908 se vrátila do Vitagraphu, kde hrála hlavní roli ve filmu The Dispatch Beare. Především díky svým jezdeckým schopnostem získala během následujících pěti měsíců role v 11 filmech a za celý rok 1907 jich natočila 38.

### Studio Biograph
Mladý herec Harry Solter z Vitagraphu hledal krásnou jezdkyni do filmu, který měl vzniknout pod vedením D. W. Griffitha, který byl nejvýznamnějším producentem a režisérem ve studiu Biograph. Všiml si krásné světlovlasé ženy v jednom z filmů společnosti Vitagraph a domluvil si s ní schůzku. Griffith měl původně v úmyslu obsadit do role hlavní herečku Biographu Florence Turner, ale Lawrenceové se podařilo Soltera a Griffitha přesvědčit, že se pro hlavní roli ve filmu The Girl and the Outlaw (tj. „Dívka a psanec“) hodí lépe. U společnosti Vitagraph vydělávala 20 dolarů týdně a kromě herectví pracovala také jako švadlena kostýmů. Griffith jí nabídl za výlučnou práci herečky 25 dolarů týdně.
Po této úspěšné roli se objevila jako kráska ve filmu Betrayed by a Handprint (tj. „Zrazená otiskem ruky“) a jako indiánka ve filmu The Red Girl (tj. „Rudá dívka“). Celkem hrála ve většině z 60 filmů, které Griffith v roce 1908 režíroval. Ke konci roku 1908 se Lawrenceová provdala za Harryho Soltera. Byla velmi populární, ale protože tehdy se jména herců nezveřejňovala, začali fanoušci psát do studia a žádat o zjištění její totožnosti. V letech formování kinematografie se jména herců němého plátna nejuváděla, protože majitelé studií se obávali, že by sláva mohla vést k požadavkům na vyšší platy, a protože se mnozí herci styděli za to, že ve filmech hrají pantomimu.
Velké popularity dosáhla Lawrenceová v prvním filmovém komediálním seriálu „Jonesovi“, v němž hrála paní Jonesovou s Johnem R. Cumpsonem v roli pana Jonese. Ještě populárnější byly dramatické milostné příběhy, v nichž hráli s Arthurem Johnsonem manžele ve filmu The Ingrate (tj. „Nevděčník“) a nevěrné milence ve filmu Resurrection (tj. „Vzkříšení“). Studio Biograph však nadále odmítalo zveřejnit její jméno a fanoušci ji proto nazývali jednoduše „Biograph Girl“. V roce 1909 pokračovala v práci pro Biograph. Jejímu požadavku, aby byla placena za týden a ne denně, bylo vyhověno a dostávala dvojnásobek běžné sazby.
Lawrenceová se Solterem se začali poohlížet po práci jinde a oslovili společnosti Essanay, aby jim nabídli své služby. Místo aby v Essanay jejich nabídku přijali, informovali o ní ústředí Biographu a oba manželé dostali okamžitou výpověď.

### Společnost Independent Moving Pictures
Po odchodu z Biographu nastoupili Lawrenceová se Solterem k americké společnosti Independent Moving Pictures Company (IMP), která hledala zkušené filmaře a herce. Společnost založil majitelem filmové burzy Carl Laemmle a později ji začlenil do společnosti Universal Pictures, jejímž byl zakladatelem a prezidentem. Laemmle použil reklamní trik, když spustil fámu, že Lawrenceovou zajelo v New Yorku auto. Poté, co získal velkou publicitu, umístil do novin inzeráty, které zprávu dementovaly a oznamovaly, že Lawrenceová je živá a zdravá a natáčí nový film The Broken Oath (tj. „Porušená přísaha“) pro společnost IMP Film Company, který bude režírovat Solter.
V březnu 1910 nechal Laemmle Lawrenceovou osobně vystoupit s hlavním mužským představitelem v St. Louis ve státě Missouri, aby fanouškům ukázal, že je naživu. Stala se tak jednou z prvních umělkyň, které studio identifikovalo jménem a zanedlouho se stala známou osobností. Lawrenceová a Solter pracovali pro IMP 11 měsíců a natočili 50 filmů. Poté odjeli na dovolenou do Evropy.
V té době byl filmový průmysl ovládán společností Motion Picture Patents Company (MPPC), trustem vytvořeným hlavními filmovými společnostmi. Společnost IMP nebyla členem MPPC, a proto působila mimo její distribuční systém. Kina, v nichž bylo zjištěno promítání filmů IMP, ztratila právo promítat filmy MPPC. Společnost IMP proto měla ve filmovém průmyslu mocné nepřátele. Podařilo se jí přežít především díky velké popularitě Lawrencové.

### Studio Lubin
Po návratu z Evropy se Lawrenceová se Solterem připojili k filmové společnosti, kterou vedl Siegmund Lubin, označovaný za „nejmoudřejšího a nejdemokratičtějšího filmového producenta v dějinách“. Lawrenceová se zde opět sešla s Arthurem Johnsonem a pod Lubinovým vedením spolu natočili 48 filmů.

### Filmová společnost Victor

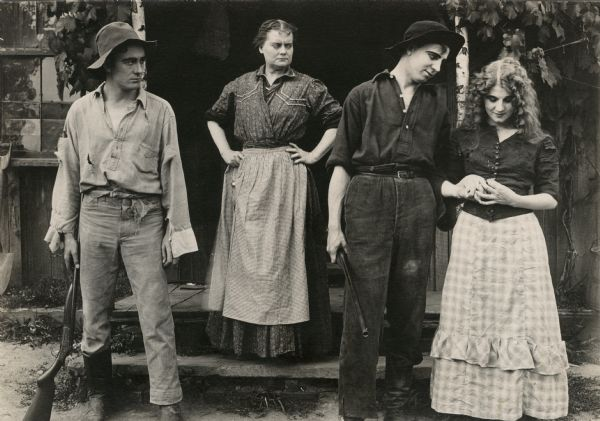
Lawrenceová (první zprava) v roce 1912 ve filmu studia Victor After all

V roce 1912 se Lawrencová a Solter dohodli s Carlem Laemmlem a založili vlastní společnost. Laemmle jim dal ve společnosti s názvem Victor Film Company naprostou uměleckou svobodu a platil Lawrenceové 500 dolarů týdně jako hlavní herečce a Solterovi 200 dolarů týdně jako režisérovi. Založili filmové studio ve Fort Lee v New Jersey a natočili řadu filmů s Lawrenceovou a Owenem Moorem v hlavních rolích, které pak v roce 1913 prodali společnosti Universal Pictures. Díky této nové prosperitě si Florence mohla splnit svůj životní sen a zakoupit 50akrové (20 ha) panství v River Vale ve státě New Jersey. V srpnu 1912 se pohádala se svým manželem, který měl nevhodné poznámky na adresu své tchyně. Ten ji opustil a odjel do Evropy. Každý den jí však psal smutné dopisy, v nichž jí sděloval, že plánuje spáchat sebevraždu. Dopisy Lawrenceovou obměkčily a v listopadu 1912 se znovu dali dohromady a oznámili svůj záměr odejít do důchodu na své panství v River Vale.
V roce 1914 se nechala Lawrenceová přesvědčit, aby se vrátila k práci pro svou společnost (Victor Film Company), kterou koupila společnost Universal Studios. Během natáčení filmu Pawns of Destiny (tj. „Pěšáci osudu“) v roce 1915 se vymkl kontrole zinscenovaný požár a Lawrenceová utrpěla popáleniny, měla spálené vlasy, při pádu si poranila páteř a několik měsíců byla v šoku. Nakonec se vrátila do práce, ale po dokončení filmu se zhroutila. K problémům přispělo také to, že společnost Universal odmítla zaplatit její léčebné výlohy. V polovině roku 1916 se vrátila k práci pro Universal a dokončila film Elusive Isabel (tj. „Nepolapitelná Isabel“). Pracovní vypětí si však vybralo svou daň a Lawrenceová utrpěla vážnou recidivu. Po čtyři měsíce byla zcela ochrnutá. V roce 1921 odjela do Hollywoodu, aby se pokusila o návrat, ale neměla velký úspěch. Získala hlavní roli v menším melodramatu The Unfoldment (tj. „Rozvoj“) a poté dvě vedlejší role. Veškerá její filmová tvorba po roce 1924 spočívala v malých rolích často bez nároku na honorář.
V roce 1936 začal šéf studia Metro-Goldwyn-Mayer Louis B. Mayer dávat bývalým hercům němého filmu komparzní a vedlejší role za 75 dolarů týdně. Lawrenceová podepsala spolu s dalšími herci z němé éry, jejichž kariéra skončila, když byl němý film nahrazen zvukovým, smlouvu s M-G-M, pro než pracovala až do své smrti.

## Osobní život
Lawrenceová byla třikrát vdaná a neměla děti. Poprvé se v roce 1908 provdala za herce, scenáristu a režiséra Harryho Soltera. Zůstali spolu až do Solterovy smrti v roce 1920. V roce 1921 se pak provdala za prodejce automobilů Charlese Byrnea Woodringa. Rozešli se v roce 1929 a v roce 1931 se rozvedli. Ve dvacátých letech si Lawrenceová a Woodring otevřeli v Los Angeles obchod s kosmetikou Hollywood Cosmetics. Obchod prodával divadelní líčidla a také řadu kosmetiky, kterou vyvinula sama Lawrenceová. Po rozchodu pokračovali ve spolupráci, ale v roce 1931 museli obchod zavřít.
Kromě své filmové kariéry se Lawrenceová zasloužila o konstrukci prvního automatického signalizačního ramene, předchůdce moderního směrového světla, spolu s prvním mechanickým brzdovým signálem. Tyto vynálezy si však nenechala patentovat, proto za žádný z nich nezískala uznání ani zisk.
Koncem dvacátých let popularita Lawrenceové klesla a utrpěla několik osobních ztrát. V srpnu 1929 náhle zemřela její matka, k níž měla velmi blízko. O čtyři měsíce později se rozešla se svým druhým manželem Charlesem Woodringem. Během své filmové kariéry Lawrenceová sice vydělala malé jmění, ale učinila mnoho špatných obchodních rozhodnutí. Po krachu na burze v říjnu 1929 a následné velké hospodářské krizi přišla o velkou část svého jmění. Obchod s kosmetikou, který si se svým druhým manželem otevřela v Los Angeles, kvůli krizi také přestal vydělávat a manželé ho byli nuceni v roce 1931 zavřít.
V roce 1933 se Lawrenceová potřetí a naposledy vdala za Henryho Boltona, z něhož se vyklubal agresivní alkoholik a který ji surově bil. Svazek vydržel pouhých pět měsíců.
V polovině roku 1937 byla Lawrenceové diagnostikována nemoc, kterou její lékař popsal jako kostní chorobu, která způsobuje anémii a depresi. Pravděpodobně se jednalo o myelofibrózu, vzácné onemocnění kostní dřeně, nebo agnogenní myeloidní metaplazii, přičemž obě tyto choroby byly v té době nevyléčitelné. Kvůli špatnému zdravotnímu stavu a chronickým bolestem propadala Lawrenceová depresím, ale snažila se dál pracovat. Přibližně v této době se přestěhovala do domu na Westbourne Drive v západním Hollywoodu k zaměstnanci studia Robertu "Bobovi" Brinlowovi a jeho sestře.

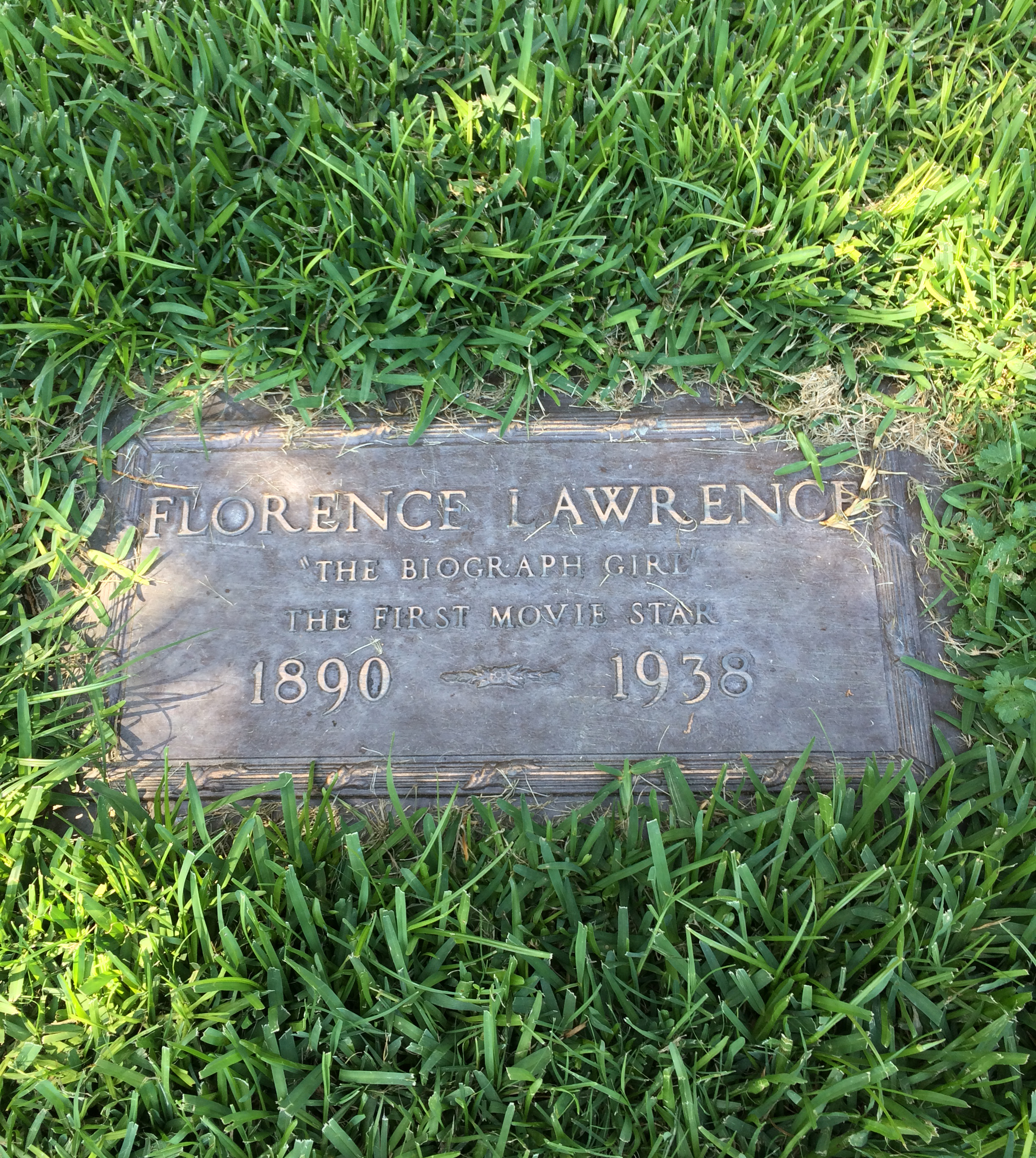
Hrob Florence Lawrencové na hřbitově Hollywood Forever Cemetery

Dne 28. prosince 1938 se doma otrávila jedem na mravence. Byla převezena do nemocnice Beverly Hills Emergency Hospital, ale lékařům se ji nepodařilo zachránit, zemřela ve 14:45. Doma zanechala dopis na rozloučenou adresovaný svému spolubydlícímu Bobu Brinlowovi. Vyšetřování její smrti bylo uzavřeno jako pravděpodobná sebevražda kvůli špatnému zdravotnímu stavu. Pohřeb, který se konal 30. prosince, a její neoznačený hrob na hřbitově v Hollywoodu (nyní Hollywood Forever Cemetery) zaplatil Motion Picture & Television Fund. Její hrob zůstal neoznačený až do roku 1991, kdy jí neznámý britský herec zaplatil pamětní nápis, na němž stojí „The Biograph Girl/The First Movie Star“ (Dívka z Biografu/první filmová hvězda). Na náhrobku je uveden jako její rok narození rok 1890. Tato nepřesnost byla uvedena i v úmrtním listu, který vyplnil koroner. Podle autorky životopisu Lawrenceové Kelly R. Brown je to proto, že si běžně odečítala roky od svého věku. Tuto chybu zopakovala i márnice Pierce Brothers, kde se konal její pohřeb, nicméně většina nekrologů otiskla správný rok jejího narození 1886.